# 純情エビデンス/ギューされたいだけなのに
「純情エビデンス/ギューされたいだけなのに」（じゅんじょうエビデンス/ギューされたいだけなのに）は、2020年12月16日にアップフロントワークス（zetimaレーベル）から発売されたモーニング娘。の69枚目のシングル。「モーニング娘。'20」（モーニングむすめ。トゥーゼロ）名義でのリリース。

## 構成
- つんく作詞・作曲の楽曲のみで構成されたモーニング娘。のCDシングルは、2019年6月12日リリースの67枚目のシングル『人生Blues/青春Night』以来2作ぶりとなる。

純情エビデンス
- センターは小田さくら。メインボーカルは譜久村聖、佐藤優樹、小田さくら、野中美希。

ギューされたいだけなのに
- メインボーカルは譜久村聖、佐藤優樹。その他、小田さくら、野中美希、羽賀朱音、北川莉央、山﨑愛生にソロパートが存在する。
- 曲中のリリック「ウサギちゃんシンドローム」について、楽曲提供者・サウンドプロデューサーであるつんくは、同曲のタイトル候補として考えていたと話す[8]。また、ミュージック・ビデオでは、譜久村聖・生田衣梨奈・石田亜佑美の3名がウサギ姿に扮している[8]。

## リリース
初回生産限定盤A・B・SP・通常盤A・Bの5形態で発売され、このうち初回生産限定盤A・B・SPにはDVDが付属する。初回生産限定盤SPにはイベント抽選応募券が封入される。初回仕様の全ての通常盤にはトレーディングカード（通常盤A：「純情エビデンス」衣裳のソロ14種+集合1種よりランダムにて1枚、通常盤B：「ギューされたいだけなのに」衣裳のソロ14種+集合1種よりランダムにて1枚）が封入されている。

## 収録曲

### CD（全盤共通）
| #  | タイトル                                   | 作詞   | 作曲   | 編曲       | 時間 |
| -- | ------------------------------------------ | ------ | ------ | ---------- | ---- |
| 1. | 「純情エビデンス」                         | つんく | つんく | 平田祥一郎 | 4:12 |
| 2. | 「ギューされたいだけなのに」               | つんく | つんく | 大久保薫   | 3:57 |
| 3. | 「純情エビデンス」(Instrumental)           |        |        |            | 4:12 |
| 4. | 「ギューされたいだけなのに」(Instrumental) |        |        |            | 3:58 |

| #  | タイトル                           | 作詞 | 作曲・編曲 | 時間  |
| -- | ---------------------------------- | ---- | ---------- | ----- |
| 1. | 「純情エビデンス」(Music Video)    |      |            | 5:16  |
| 2. | 「純情エビデンス」(メイキング映像) |      |            | 15:18 |

| #  | タイトル                                     | 作詞 | 作曲・編曲 | 時間  |
| -- | -------------------------------------------- | ---- | ---------- | ----- |
| 1. | 「ギューされたいだけなのに」(Music Video)    |      |            | 4:20  |
| 2. | 「ギューされたいだけなのに」(メイキング映像) |      |            | 14:32 |

| #  | タイトル                                      | 作詞 | 作曲・編曲 | 時間 |
| -- | --------------------------------------------- | ---- | ---------- | ---- |
| 1. | 「純情エビデンス」(Dance Shot ver.)           |      |            | 4:17 |
| 2. | 「ギューされたいだけなのに」(Dance Shot ver.) |      |            | 4:00 |
| 3. | 「純情エビデンス」(Close-up ver.)             |      |            | 4:18 |
| 4. | 「ギューされたいだけなのに」(Close-up ver.)   |      |            | 4:09 |

## リリース日一覧
| 地域 | リリース日     | レーベル                  | 規格                                                  | カタログ番号                      |
| ---- | -------------- | ------------------------- | ----------------------------------------------------- | --------------------------------- |
| 日本 | 2020年12月16日 | zetima （UP-FRONT WORKS） | CDマキシシングル+DVD                                  | EPCE-7600〜01（初回生産限定盤A）  |
| 日本 | 2020年12月16日 | zetima （UP-FRONT WORKS） | CDマキシシングル+DVD                                  | EPCE-7602〜03（初回生産限定盤B）  |
| 日本 | 2020年12月16日 | zetima （UP-FRONT WORKS） | CDマキシシングル+DVD                                  | EPCE-7604〜05（初回生産限定盤SP） |
| 日本 | 2020年12月16日 | zetima （UP-FRONT WORKS） | CDマキシシングル                                      | EPCE-7606（通常盤A）              |
| 日本 | 2020年12月16日 | zetima （UP-FRONT WORKS） | CDマキシシングル                                      | EPCE-7607（通常盤B）              |
| 日本 | 2020年12月16日 | zetima （UP-FRONT WORKS） | ダウンロードシングル （LC-AAC 44.1kHz/16bit）         | EPCE-7606                         |
| 日本 | 2020年12月16日 | zetima （UP-FRONT WORKS） | ハイレゾダウンロードシングル （FLAC/WAV 96kHz/24bit） | EPCE-7606-HR                      |

## 参加メンバー
- 9期：譜久村聖、生田衣梨奈
- 10期：石田亜佑美、佐藤優樹
- 11期：小田さくら
- 12期：野中美希、牧野真莉愛、羽賀朱音
- 13期：加賀楓、横山玲奈
- 14期：森戸知沙希
- 15期：北川莉央、岡村ほまれ、山﨑愛生

## 参加ミュージシャン
純情エビデンス
- Sound Produce：つんく♂
- Programming：平田祥一郎
- Chorus：譜久村聖、佐藤優樹、小田さくら

ギューされたいだけなのに
- Sound Produce：つんく♂
- Keyboard & Programming：大久保薫
- Chorus：譜久村聖、佐藤優樹、小田さくら

## タイアップ
純情エビデンス
- tbcラジオ2020年12月度『tbcイチオシパワープレイ』[11]レコメンドソング。
- TBSテレビ（関東ローカル）『ふるさとの未来』2020年12月度エンディングテーマ。
- テレビ東京（ローカルセールス）『ハロドリ。』2020年12月 - 2021年1月度エンディングテーマ。

ギューされたいだけなのに
- TBSテレビ（関東ローカル）『ふるさとの未来』2021年1月度エンディングテーマ。